# Скубала, Майкл
Майкл Скуба́ла (англ. Michael Skubala; род. 31 октября 1982, Латтеруорт, Лестершир) — английский футбольный тренер.

## Карьера
Майкл Скубала начал свою карьеру в 2005 году в клубах «Баруэлле» и «Хинкли Юнайтед», по вечерам помогая главным тренерам клубов. Параллельно с этим он работал учителем физкультуры в колледже Латтерворта, был тренером в академиях «Ноттингем Форест» и «Ковентри Сити», а позднее стал главным тренером мини-футбольной команды и директором по футболу университета Лафборо.
С 2010 года начал работать в Футбольной ассоциации Англии. С этого года стал ассистентом сборной Англии по мини-футболу и тренером-преподавателем по футболу и мини-футболу в Футбольной ассоциации. С 2011 стал главным тренером молодёжной сборной, а с 2017 года — главным тренером мини-футбольной сборной Англии, где помог команде достичь самого высокого мирового рейтинга за последние два десятилетия. Скубала стал техническим руководителем Футбольной ассоциации по футзалу. В 2021 году стал ассистентом главного тренера сборной Англии до 18 лет.
В 2022 году, выиграв конкуренцию у Эйрика Бакке, Тома Кёртиса, Грэма Марти и человека из системы «Ред Булл», Майкл Скубала был назначен главным тренером «Лидс Юнайтед» до 21 года. 7 февраля 2023 года, после увольнения Джесси Марша, был назначен исполняющим обязанности главного тренера «Лидс Юнайтед» вместе с Пако Гальярдо и Крисом Армасом, где Скубала взял последнее слово в принятии решений. После ничьи 2:2 с «Манчестер Юнайтед» на «Олд Траффорд», где до 62-й минуты «Лидс» вёл 2:0 благодаря голу Вилли Ньонто и автогола Рафаэля Варана, из-за отказа Арне Слота возглавить клуб и запрета руководства «Райо Вальекано» на переход Андони Ираолы, Майкл Скубала остался на своём посту до того момента, пока «Лидс Юнайтед» не найдёт нового главного тренера; сам тренер рассматривал пост исполняющего обязанности главного тренера как поддержку клуба, а не в какой-либо возможности для него возглавить основную команду «Лидса».
21 февраля 2023 года Хавьер Грасия возглавил «Лидс Юнайтед», после чего Скубала покинул пост главного тренера молодёжной команды «Лидса» и стал его ассистентом в клубе.
Также является фрилансером и консультантом УЕФА по техническим вопросам и развитию футбола.

## Личная жизнь
Выпускник Бирмингемского университета, где стал бакалавром наук по специальности «Спорт и физические упражнения». Также получил квалификацию учителя средней школы (PGCE) в Уорикском университете. Вместе с Сетом Беркеттом написал книгу «Развитие современного футболиста через футзал» (англ. Developing the Modern Footballer through Futsal).